# Paul Clemens von Baumgarten
Paul Clemens von Baumgarten (ur. 28 sierpnia 1848 w Dreźnie, zm. 10 lipca 1928 tamże) – niemiecki lekarz patolog.
Urodził się w 1848 roku jako syn lekarza. Studiował medycynę na Uniwersytecie w Lipsku i był uczniem m.in. Christiana Wilhelma Braunego i Ernsta Leberechta Wagnera oraz Ernsta Neumanna. 22 sierpnia 1873 otrzymał tytuł doktora medycyny. W tym samym roku został asystentem w Instytucie Anatomicznym u Wilhelma Hisa starszego i Wilhelma Braunego, od 1874 do 1889 był prosektorem w Instytucie Anatomiczno-Patologicznym Uniwersytetu Albertyna w Królewcu u Ernsta Neumanna. W 1877 roku został Privatdozentem anatomii patologicznej, w 1881 roku został profesorem nadzwyczajnym, od 1888 roku wykładał higienę. W 1889 roku Uniwersytet Eberharda Karola w Tybindze zaoferował mu katedrę anatomii patologicznej i patologii ogólnej; pozostał tam do końca kariery.
Baumgarten opisał prątki gruźlicy w 1882 roku, prawie równocześnie z Robertem Kochem i niezależnie od niego.